# ملعب ليكاس
ملعب ليكاس (الملقب: روماه سانغ باداك) هو ملعب متعدد الأغراض يقع في ليكاس [الإنجليزية]، كوتا كينابالو، صباح، ماليزيا، يستخدم بشكل أساسي لكرة القدم وألعاب القوى ويقع داخل مجمع ليكاس الرياضي. وكان الملعب الرئيسي لنادي صباح منذ افتتاحه في عام 1983، وجدد في عام 2001، وفي عام 2023. تبلغ سعة الملعب 35000 مقعد، مما يجعله الملعب رقم 11 من حيث أكبر ملعب لكرة القدم في ماليزيا من حيث سعة المقاعد.